# Morpeth (Northumberland)
Koordinaten: 55° 10′ N, 1° 41′ W

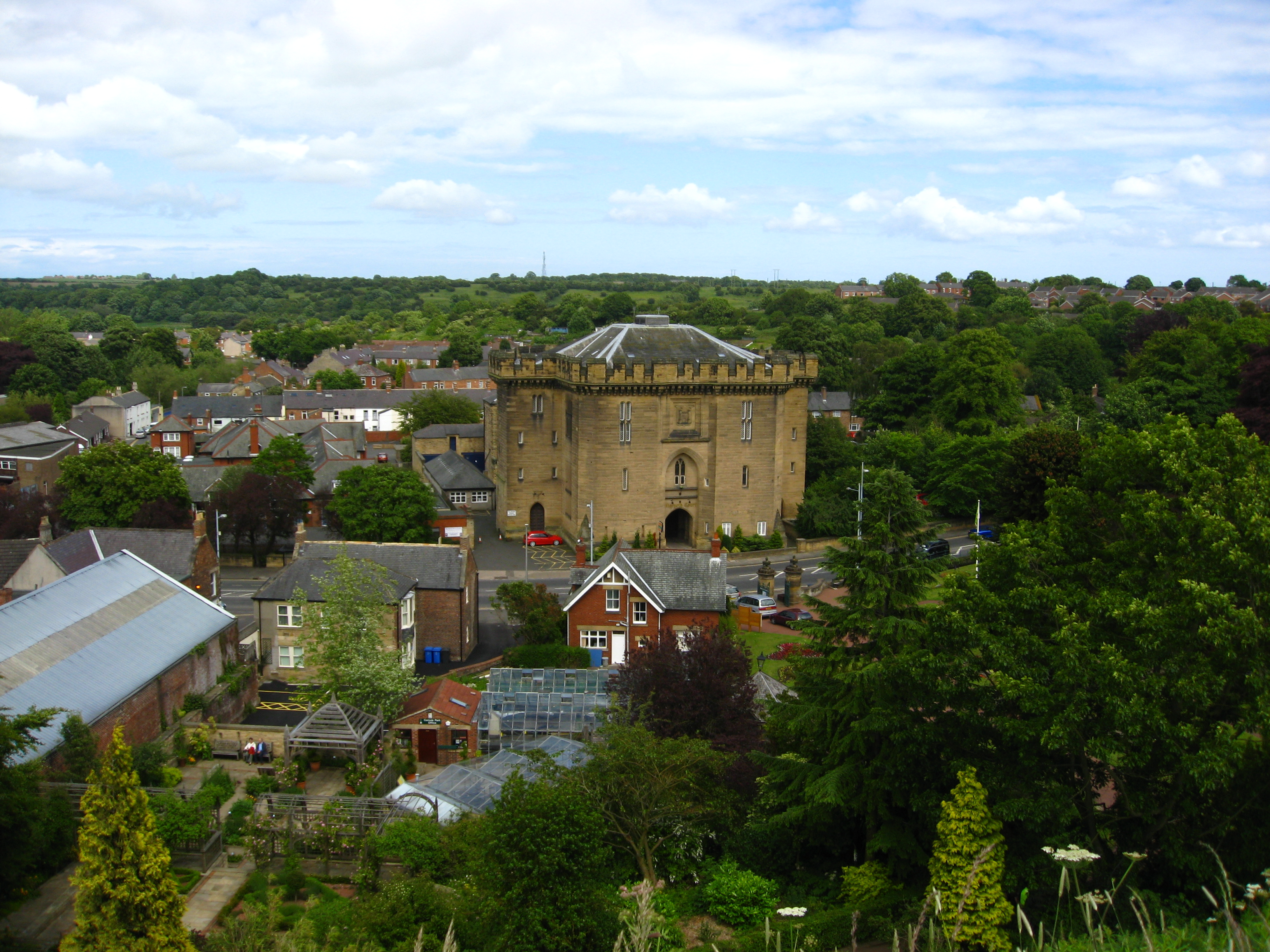
Morpeth Old Gatehouse (2008)

Morpeth ist eine Kleinstadt mit ca. 13.833 Einwohnern (2001) in der Grafschaft Northumberland in England. Sie liegt am Fluss Wansbeck und war der Verwaltungssitz des 2009 aufgelösten Distrikts Castle Morpeth.
Für die Herkunft des Namens werden zwei Theorien vertreten: Morpeth könnte aus moor path entstanden sein, da der Ort an der wichtigen Handelsstraße zwischen London und Edinburgh lag und nordwärts durchs Moor führte. Nach anderer Ansicht geht der Name auf murder path zurück und nimmt Bezug auf die vielen Auseinandersetzungen, in die Morpeth als Ort an der Grenze zu Schottland verwickelt war.
Morpeth erhielt 1199 durch König Johann Ohneland die Marktrechte. Von der normannischen Burg Morpeth Castle ist nur die Motte erhalten. Die Universität Newcastle richtete ein neues biologisches Forschungszentrum in der Cockle Park Farm bei Morpeth ein, das im November 2013 bezogen wurde. Sie untersucht hier vor allem den anaerobischen Abbau von Fäkalien.
Heute ist die Stadt ein lokales Zentrum und Wohnort vieler Pendler, die in Newcastle upon Tyne arbeiten. Über die A1 ist Edinburgh in zwei Stunden zu erreichen, Newcastle liegt eine halbe Stunde entfernt. Es besteht eine direkte Eisenbahnverbindung nach London.
Zu den Sehenswürdigkeiten gehören:
- die aus dem 13. Jahrhundert stammende Kantorei, die heute ein Dudelsack-Museum beherbergt.
- Auf dem Friedhof der mittelalterlichen Kirche St. Mary liegt die Suffragette Emily Davison begraben, die sich im Einsatz für das Frauenwahlrecht vor das Pferd Georgs V. warf und wenige Tage später ihren Verletzungen erlag.
- zu Carlisle Gardens gehört der William Turner Physic Garden. Der im Zentrum stehende Uhrenturm stammt aus dem Jahre 1634.

Außerhalb der Stadt:
- Belsay Hall, Castle und Gärten
- Bide a Wee Cottage, Garden & Nursery
- Bolam Lake Countryside, Park (bei Belsay)
- Brinkburn Priory (südöstlich Rothbury – 12. Jh.)
- Cragside House and Gardens unter Aufsicht des National Trust
- Newminster Abbey ca. 1 km westlich von Morpeth, in der Nähe der Straße B 6343 nach Cambo
- Wallington (15 km westlich) Haus und Gärten des 17. Jh. unter Aufsicht des National Trust.

## Persönlichkeiten
- William Turner (um 1510–1568), Arzt, Geistlicher und Naturforscher
- John Scott (1823–1888), Entomologe
- Joseph Crawhall (1861–1913), Maler
- Philip Lake (1865–1949), Geologe
- Nicholas Thomas Wright (* 1948), anglikanischer Geistlicher und Theologe
- Hamish Turnbull (* 1999), Bahnradsportler